# Gibocercus urucumi
Gibocercus urucumi är en insektsart som beskrevs av Szumik 1998. Gibocercus urucumi ingår i släktet Gibocercus och familjen Archembiidae. Inga underarter finns listade i Catalogue of Life.